# William Mulready

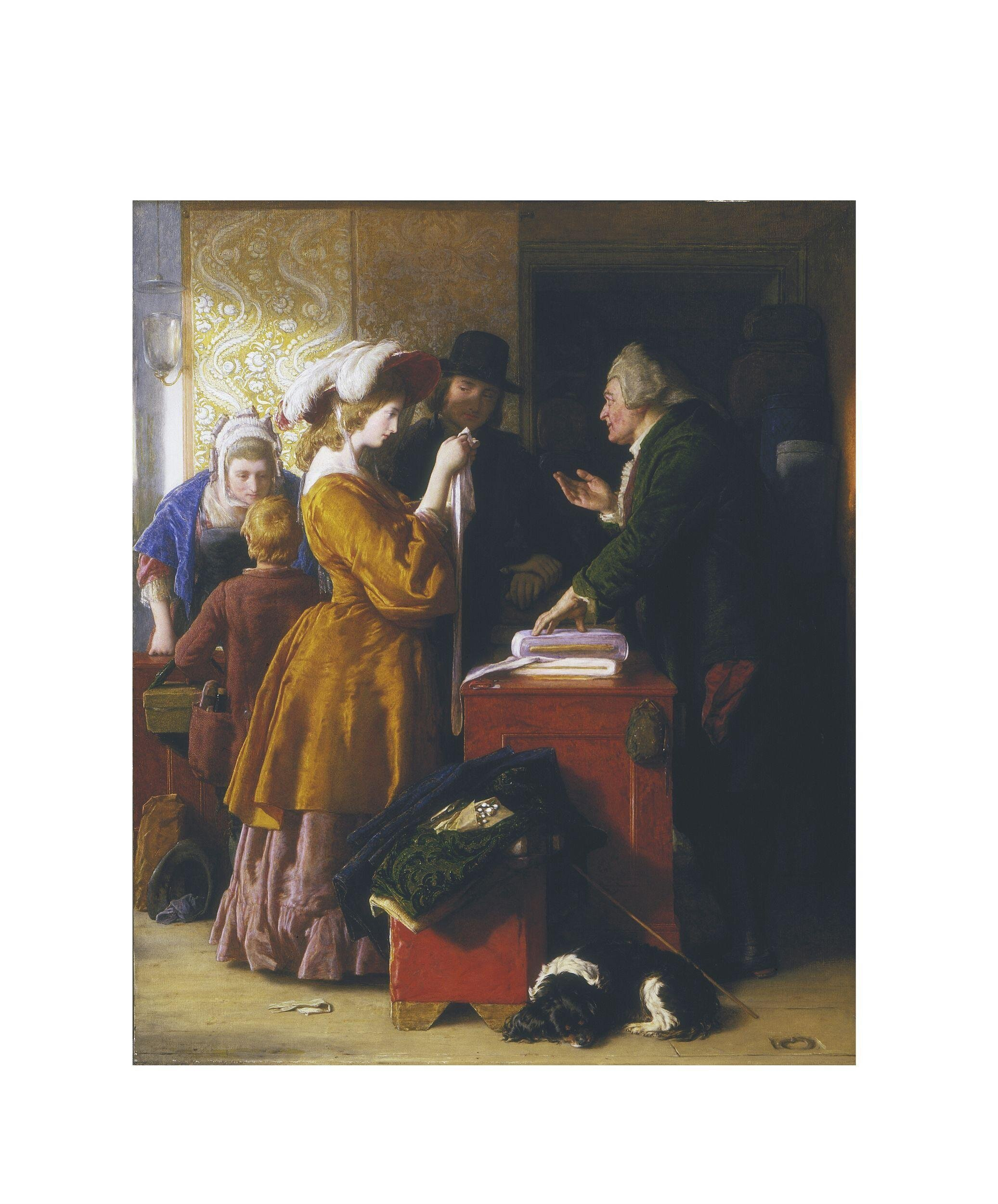
'Escollint el vestit de núvia, il·lustra el capítol 1 del Vicari de Wakefield per Oliver Goldsmith.

William Mulready (Ennis, Comtat de Clare, 1 d'abril de 1786 - Bayswater, Londres 7 de juliol de 1863) va ser un pintor de gènere irlandès que va viure a Londres. És conegut sobretot per les seves pintures idealitzades d'escenes rurals.

## Biografia
Encara que nascut a Irlanda, es va traslladar a Londres estant nen el 1792, cosa que li va permetre obtenir una educació i ser format prou bé en pintura com per ser acceptat a l'Escola de la Royal Academy a l'edat de catorze anys. El 1802, es va casar amb la també pintora Elizabeth Varley (1784-1864). Els seus tres fills, Pau August (1805-1864), William (1805-1878) i Michael (1807-1889) també es van convertir en artistes. La relació amb la seva esposa, es va deteriorar gradualment al llarg dels anys, com es detalla als documents emmagatzemats a la biblioteca del Museu Victoria and Albert. Les seves fortes creences catòliques van impedir qualsevol possibilitat de divorci, però es van separar. Ell la va acusar de «mal comportament», però va evitar tots els detalls. A una carta dirigida a ell, de 1827, ella el va culpar pel fracàs del matrimoni, i el va acusar de crueltat, així com d'activitats pederastes i adúlteres.
El 1815 va ser escollit membre de la Royal Academy. El mateix any, va ser premiat amb la Legió d'honor francesa. Les seves pintures més destacades es troben al Museu Victoria and Albert i a la Tate Gallery.